# يولالان
يولالان (بالتركية: Yolalan)‏ هي بلدة في مديرية بدليس في محافظة بدليس التركية. بلغ عدد سكانها 3٫091 نسمة في عام 2021، وتقع على بعد 38 كم من وسط مدينة بدليس.